# Sant Cristòfol de Toses
Sant Cristòfol és una església romànica als afores del poble de Toses (al Ripollès) al capdamunt d'un seguit de feixes que hi menen, dominant tota la vall.

## Arquitectura
És un edifici d'estructura romànica amb planta d'una nau amb absis semicircular que té adossades dues capelles que li donen forma de creu llatina. La coberta és de volta de canó apuntada. La portalada amb una simple llinda, situada al mur de sud-est, conserva una bonica porta amb decoració de ferro forjat. La capella de la dreta s'allotja sota el campanar de torre de dos pisos, amb un fris de decoració d'arcuacions llombardes, i coberta a dues vessants.
A l'interior es conserva una pica d'aigua beneita, de 30 cm de diàmetre i una de baptismal decorada amb el relleu d'una creu. Les pintures murals originals van ser traslladades al Museu Nacional d'Art de Catalunya l'any 1952, així com la biga travessera policromada de l'absis, les pintures sobre taula del baldaquí i una imatge de la Mare de Déu del segle xiii. En dates més recents s'han descobert alguns fragments de pintura mural que s'ha restaurat i es conserven in situ.

## Història
Es desconeix la data de consagració d'aquesta església, però el lloc és anomenat l'any 839 pertanyent al comtat de Cerdanya. Les primeres notícies fiables d'aquest indret són de l'any 1035, quan surt esmentat al testament del comte de Cerdanya Guifré.
A l'església es troben elements arquitectònics que es poden datar cap al segle xi i l'absis es pot datar al segle xii. En trobar-se aquesta als afores del poble, demostra que estava sota poder feudal i no sota el domini de l'església. Les pintures que apareixen a la capella lateral dreta de la nau, mostren una remodelació en la decoració d'aquesta cap als segles XVII o XVIII.